# Gaj (powiat szczycieński)
Gaj (niem. (Passenheimer) Stadtförsterei) – osada leśna w Polsce położona w województwie warmińsko-mazurskim, w powiecie szczycieńskim, w gminie Pasym.
W latach 1975–1998 miejscowość należała administracyjnie do województwa olsztyńskiego.